# Odontomachus meinerti
Odontomachus meinerti es una especie de hormiga del género Odontomachus, familia Formicidae. Fue descrita científicamente por Forel en 1905.
Se distribuye por Argentina, Belice, Bolivia, Brasil, Colombia, Costa Rica, Ecuador, Guayana Francesa, Guatemala, Guyana, Honduras, México, Nicaragua, Panamá, Paraguay, Perú, Trinidad y Tobago y Venezuela. Se ha encontrado a elevaciones de hasta 1650 metros. Habita en bosques húmedos y selvas tropicales.